# Renova oscari
Renova oscari – gatunek ryby z rodziny strumieniakowatych (Rivulidae), jedyny przedstawiciel rodzaju Renova.